# Masahiro Morioka
 (février 2023).
La mise en forme du texte ne suit pas les recommandations de Wikipédia : il faut le « wikifier ».
Les points d'amélioration suivants sont les cas les plus fréquents. Le détail des points à revoir est peut-être précisé sur la page de discussion.
- Les titres sont pré-formatés par le logiciel. Ils ne sont ni en capitales, ni en gras.
- Le texte ne doit pas être écrit en capitales (les noms de famille non plus), ni en gras, ni en italique, ni en « petit »…
- Le gras n'est utilisé que pour surligner le titre de l'article dans l'introduction, une seule fois.
- L'italique est rarement utilisé : mots en langue étrangère, titres d'œuvres, noms de bateaux, etc.
- Les citations ne sont pas en italique mais en corps de texte normal. Elles sont entourées par des guillemets français : « et ».
- Les listes à puces sont à éviter, des paragraphes rédigés étant largement préférés. Les tableaux sont à réserver à la présentation de données structurées (résultats, etc.).
- Les appels de note de bas de page (petits chiffres en exposant, introduits par l'outil «  Source ») sont à placer entre la fin de phrase et le point final[comme ça].
- Les liens internes (vers d'autres articles de Wikipédia) sont à choisir avec parcimonie. Créez des liens vers des articles approfondissant le sujet. Les termes génériques sans rapport avec le sujet sont à éviter, ainsi que les répétitions de liens vers un même terme.
- Les liens externes sont à placer uniquement dans une section « Liens externes », à la fin de l'article. Ces liens sont à choisir avec parcimonie suivant les règles définies. Si un lien sert de source à l'article, son insertion dans le texte est à faire par les notes de bas de page.
- La présentation des références doit suivre les conventions bibliographiques. Il est recommandé d'utiliser les modèles {{Ouvrage}}, {{Chapitre}}, {{Article}}, {{Lien web}} et/ou {{Bibliographie}}. Le mode d'édition visuel peut mettre en forme automatiquement les références.
- Insérer une infobox (cadre d'informations à droite) n'est pas obligatoire pour parachever la mise en page.

Pour une aide détaillée, merci de consulter Aide:Wikification.
Si vous pensez que ces points ont été résolus, vous pouvez retirer ce bandeau et améliorer la mise en forme d'un autre article.
Masahiro Morioka, né le 25 septembre 1958 est un philosophe japonais qui a apporté sa contribution dans les domaines de la philosophie de la vie, de la bioéthique, de l’étude de genre, de la théorie des médias et des études des civilisations. Il est professeur en philosophie et éthique à l’université Waseda, au Japon. Il est à l’origine du terme « études de la vie », qui propose une approche intégrée sur les questions de la vie, de la mort et de la nature dans la société contemporaine. Depuis 2006, il propose une nouvelle discipline philosophique qu’il a appelée « philosophie de la vie intégrée». Il a publié de nombreux articles et ouvrages académiques, principalement en japonais, et a régulièrement contribué à des critiques et revues littéraires auprès de grands journaux et magazines japonais Il a notamment écrit La civilisation indolore, critique des tentatives incessantes d’échapper à la douleur et à la souffrance dans la civilisation moderne ; Confessions d’un homme frigide : voyage d’un philosophe à la découverte des faces cachées de la sexualité masculine, qui met en lumière certains des aspects les plus sombres de la sexualité masculine, notamment le « complexe de la Lolita » et la frigidité masculine ; et Leçons d’amour pour hommes herbivores, l’un des ouvrages ayant participé à populariser le terme d’« hommes herbivores ». Il est rédacteur en chef du Journal of Philosophy of Life, rédacteur associé de l’Eubios Journal of Asian and International Bioethics et membre du comité d’organisation de l’International Conference on Philosophy and Meaning in Life.

## Biographie
Morioka naît en 1958 dans la préfecture de Kōchi, au Japon, puis entre à l’université de Tokyo en 1977. Il commence d’abord par étudier la physique et les mathématiques, avant de se tourner vers la philosophie et l’éthique. Durant ses études de troisième cycle, il se spécialise en bioéthique et éthique environnementale, une discipline émergente à l’époque, ainsi qu’en philosophie tardive de Wittgenstein. Il publie deux ouvrages sur la bioéthique, Une invitation à l’étude de la vie et Une personne morte cérébrale, puis commence à travailler au Centre de recherche international sur les études japonaises de Kyoto, en 1988. Là, il écrit plusieurs livres, notamment Comment vivre à un âge post-religieux et Communication de conscience, le premier établissant une analyse philosophique et psychologique de l’attentat au gaz sarin dans le métro de Tokyo par Aum Shinrikyo, qui a eu lieu en 1995, et le second traitait des interactions subconscientes à l’ère des communications informatiques (Communication de conscience a remporté le prix Telecom Social Science Award en 1993). Il passe ensuite un an à rencontrer des intellectuels à l’université Wesleyenne (Connecticut , États-Unis) en 1991.
En 1997, il décroche un poste à l’université préfectorale d’Osaka, où il enseigne la philosophie et l’éthique. En 2001, il publie Approches des études de la vie appliquées à la bioéthique, dans lequel il traite de mort cérébrale et de transplantation d’organes, de bioéthique féministe et d’avortement, du mouvement des droits du handicap, et de nouvelles formes d’eugénisme du point de vue des « études de la vie ». Dans ce livre, il propose différents concepts, tels que « le sentiment fondamental de sécurité » et « la réalité d’un soi profondément ébranlé », découverts lors de ses recherches sur la littérature bioéthique japonaise écrite dans les années 1970. En 2003, il publie l’ouvrage La civilisation indolore évoquée plus haut. Celui-ci est considéré par beaucoup comme son livre le plus important et influent à ce jour. Ses ouvrages sur les études masculines, également mentionnés plus haut, sont fréquemment cités dans le domaine des études de genre. En 2013, il publie Introduction à la philosophie en manga. De 2000 à 2009, il joue un rôle prépondérant dans la révision de la loi sur la transplantation d’organes au Japon. Il s’exprime contre le prélèvement d’organes sur de jeunes enfants déclarés en état de mort cérébrale, mais sa proposition est finalement rejetée par la Diète.
En 2015, il commence à travailler à l’école de sciences humaines de l’université Waseda.

## Concepts fondamentaux

### Mort cérébrale en tant que relation humaine
Morioka définit la mort cérébrale non comme un processus matériel du cerveau, mais comme une relation humaine formée entre un patient comateux et les membres de sa famille ou ses proches. Il appelle son approche de la bioéthique une « analyse orientée relation humaine ». Il estime que la mort cérébrale ne signifie pas toujours la mort de l’être humain.

### Communication de conscience
Dans son ouvrage de 1993, Communication de conscience, il fait la différence entre « communication de conscience », c’est-à-dire la communication liée aux interactions sociales en elles-mêmes, et la « communication d’information », utilisée plutôt comme un outil visant à transmettre des informations. Il prédit que la communication de conscience devrait jouer un rôle central dans la société de l’information à venir, et met en avant les concepts de « communauté de l’anonymat » et de « navigateur des rêves ».

### Études de la vie
Morioka appelle « études de la vie » son approche globale des questions de la vie, de la mort et de la nature. Le but ultime des études de la vie vise à aider les gens à vivre leur vie sans regrets. Morioka estime que l’aspect le plus important des études de la vie n’est jamais de se détacher des problèmes qui surviennent dans nos vies, et de ne jamais nous considérer comme des exceptions. Il nous encourage à ne pas perdre de vue nos désirs, ni le mal qu’il pense profondément gravé dans nos cœurs.

### Sentiment fondamental de sécurité
Le sentiment fondamental de sécurité constitue l’un des concepts essentiels de la philosophie de Morioka. Dans son ouvrage Approches des études de la vie appliquées à la bioéthique, il décrit ce concept comme étant « un sentiment de sécurité qui me permet de croire profondément que, même si j’étais peu intelligent, peu attirant ou atteint d’un handicap, mon existence dans le monde serait tout aussi bienvenue, et que peu importe mes succès ou mes échecs, et même lorsque je deviendrai un vieil homme sénile, mon existence serait toujours aussi bienvenue ». Il estime qu’il s’agit d’une condition préalable pour nous permettre de vivre nos vies sans regrets.

### Une civilisation indolore
Morioka pense que notre civilisation contemporaine se développe sous la forme d’une « civilisation indolore ». Il estime que le penchant sans limites de notre civilisation pour la suppression de toute douleur et souffrance nous a fait complètement perdre de vue le sens de la vie, indispensable aux êtres humains, et nous prive de la joie de la vie en échange d’un peu de plaisir, d’aisance et de confort. Il déclare également que les citoyens de pays développés ont bien conscience qu’ils se noient dans les vagues de leur civilisation indolore, mais ne savent pas comment en réchapper,.

### Homme frigide / Hommes herbivores
Morioka utilise le terme « homme frigide » pour décrire un homme souffrant de frigidité sexuelle causée par la « frigidité masculine » et ayant une attirance (subconsciente) pour les jeunes filles, en particulier celles portant des uniformes scolaires. De nombreux hommes japonais en sont atteints, et adorent voir des images de jeunes filles dans les médias de masse et sur Internet. Il s’agit de la pathologie cachée derrière le « complexe de la Lolita » des hommes japonais.[17] Dans les écrits de Morioka, « les hommes herbivores Sōshoku danshi» sont de timides jeunes hommes japonais, inexpérimentés et peu confiants en matière d’amour et de sexe. Juste après la publication de l’ouvrage de Morioka intitulé Leçons d’amour pour hommes herbivores en 2008, le terme d’« hommes herbivores » s’est grandement popularisé au Japon et même dans le monde entier.

### Philosophie de la vie intégrée
La philosophie de la vie intégrée est une nouvelle discipline en philosophie contemporaine, qui vise à réfléchir sur les sujets de la vie, de la mort et de la nature selon différents angles philosophiques. Extension de la « Lebensphilosophie » et la  « philosophie de la vie » du XIXe siècle, elle englobe la bioéthique contemporaine, la philosophie environnementale, la philosophie de la biologie et l’étude du sens de la vie, entre autres domaines de recherche.

### Affirmation de naissance
Il s’agit de l’un des concepts les plus fondamentaux de la philosophie de la vie de Morioka. L’affirmation de naissance consiste en notre capacité, du plus profond de notre cœur, à affirmer que nous sommes bel et bien nés. Morioka établit une distinction entre « affirmation de naissance » et d’autres concepts similaires, comme l’« affirmation de survie » et l’« affirmation de sa propre vie ». Il estime que la « négation de naissance » est la pire forme de mal humain.

### Entité animée (animated persona)
Il s’agit de la voix muette qui dit « Je suis là » à la surface de quelque chose ou de quelqu’un. Morioka estime qu’elle peut apparaître sur un cadavre, un masque en bois ou même un arbre, et peut dégager une identité individuelle propre.

## Publications

### Livres (en français)
- 2022 Introduction à la philosophie en manga: C’est quoi vivre?  Chisokudō Publications

### Livres (en anglais)
- 2017 Confessions of a Frigid Man: A Philosopher's Journey into the Hidden Layers of Men's Sexuality  (ISBN 978-1-5424-4717-1) PDF Tokyo Philosophy Project, Open Access Book
- 2021 Manga Introduction to Philosophy: An Exploration of Time, Existence, the Self, and the Meaning of Life  (ISBN 978-4-9908668-5-3) PDF Tokyo Philosophy Project, Open Access Book
- 2021 Painless Civilization 1: A Philosophical Critique of Desire PDF Tokyo Philosophy Project, Open Access Book
- 2021 What Is Antinatalism? And Other Essays: Philosophy of Life in Contemporary Society  (ISBN 978-4-90-151018-9) Tokyo Philosophy Project

### Livres (en japonais, incomplet)
- 1988 Une invitation à l’étude de la vie (Keiso Shobo, en japonais)  (ISBN 4-326-15209-5)
- 1989 Personne morte cérébrale : une analyse de la mort cérébrale orientée relations humaines (Tokyo Shoseki, en japonais)  (ISBN 4-8318-5603-7) HTML
- 1993 Communication de conscience (Chikuma Shobo, en japonais)  (ISBN 4-480-08708-7)
- 1994 Reconsidérer sa vision de la vie (Chikuma Shobo, en japonais)  (ISBN 4-480-05612-2)
- 1996 Comment vivre à un âge post-religieux (Hozokan, en japonais)  (ISBN 4-8318-7225-3)
- 1997 Une méthode intellectuelle pour se faire face à soi-même (PHP Publications, en japonais)  (ISBN 4-480-42230-7)
- 2001 Approches des études de la vie appliquées à la bioéthique : une nouvelle perspective sur la mort cérébrale, le féminisme et le handicap (Keiso Shobo, en japonais)  (ISBN 4-326-65261-6)
- 2001 Une vie déchirée (kinokopress.com, en japonais)
- 2003 Une civilisation indolore : critique philosophique du désir (Transview Publications, en japonais)  (ISBN 4-901510-18-5)
- 2005 Confessions d’un homme frigide : voyage d’un philosophe à la découverte des faces cachées de la sexualité masculine (Chikuma Shobo, en japonais)  (ISBN 4-480-06221-1)
- 2005 Études de la vie pour débutants : une philosophie pour se faire face à soi-même (Transview, en japonais)  (ISBN 4-901510-34-7)
- 2008 Leçons d’amour pour hommes herbivores (Media Factory, en japonais)  (ISBN 4-8401-2376-4)
- 2009 Les hommes herbivores seront votre dernier amour (Magazine House, en japonais)  (ISBN 4-8387-1999-X)
- 2009 La 33e pierre : une philosophie pour un âge blesse (Shunju Sha, en japonais)  (ISBN 4-393-33291-1)
- 2012 Communication entre les morts et les vivants : une philosophie pour le Requiescat et la renaissance (Shunju Sha, en japonais)  (ISBN 4-393-33313-6)
- 2013 Introduction à la philosophie en manga (Koudan sha, en japonais)  (ISBN 4-062-88216-7)
- 2015 Philosophie, traumatisme, sexualité : critiques littéraires 1986-2001 (Kinokopress, en japonais)
- 2015 Une enquête philosophique sur l’identité personnelle, la dignité et la mort cérébrale (Kinokopress, en japonais)
- 2020 Vaudrait-il mieux ne jamais être né ?  (Chikuma Shobo, en japonais)
- 2022 « Philosophisation » de la thérapie de la vie (Ikinobiru Books, en japonais)

### Articles sélectionnés (en français)
- 2009 Le principe d'intégrité comme droit naturel HTML

### Articles sélectionnés (en anglais)
- 1991 The Concept of Life in Contemporary Japan. (Former title: The Concept of Inochi) PDF
- 2001 Reconsidering Brain Death: A Lesson from Japan's Fifteen Years of Experience. « PDF »(Archive.org • Wikiwix • Archive.is • Google • Que faire ?), 14 juin 2006
- 2005 Painless Civilization and Fundamental Sense of Security: A Philosophical Challenge in the Age of Human Biotechnology. PDF
- 2011 Natural Right to Grow and Die in the Form of Wholeness: A Philosophical Interpretation of the Ontological Status of Brain-dead Children. PDF
- 2011 Narrative Responsibility and Moral Dilemma. PDF With Takanobu Kinjo
- 2013 A Phenomenological Study of “Herbivore Men.” PDF
- 2015 Feminism, Disability, and Brain Death: Alternative Voices from Japanese Bioethics. PDF
- 2015 Is Meaning in Life Comparable?: From the Viewpoint of ‘The Heart of Meaning in Life’. PDF
- 2017 Philosophy of Life in Contemporary Society. PDF
- 2017 The Trolley Problem and the Dropping of Atomic Bombs. PDF
- 2019 A Solipsistic and Affirmation-Based Approach to Meaning in Life. PDF
- 2021 What Is Antinatalism?: Definition, History, and Categories. PDF
- 2021 What Is Birth Affirmation?: The Meaning of Saying “Yes” to Having Been Born PDF
- 2021 Animated Persona: The Ontological Status of a Deceased Person Who Continues to Appear in This World PDF

## References
1. ↑  liste sur いい本のまとめ, Kinokuniya et autres sites Web ; critiques littéraires publiées dans le journal Asahi dans le livre Philosophie, traumatismes, sexualité : critiques littéraires 1986-2001, 2015. Ses textes figurent également dans des manuels scolaires, par exemple 筑摩書房« 精選現代文B »
2. ↑  Site Web de l’EJAIB
3. ↑  Site de la conference https://www.birmingham.ac.uk/schools/ptr/departments/philosophy/events/2020/philosophy-and-meaning-in-life.aspx
4. ↑   Interview dans 哲学者に会いにゆこう２ 2017.
5. ↑   Masahiro Morioka, « La structure de la vie intérieure d’un philosophe : les multiples aspects du discours », dans Tetsuo Yamaori (éd.) Nihonjin no Shisô no Jusôsei: Watashi no Shiza kara Kangaeru. Chikuma Shobo. Avril 1998, p. 77-100. (En japonais)
6. ↑   Interview « 科学万能改める時期 » 北海道新聞 March 16, 1996. « 同世代の「生」語る３０代 » 読売新聞 28 juin 1996.
7. ↑   7. Wayback Machine « Approches des études de la vie appliquées à la bioéthique » page Web de l’éditeur
8. ↑  Takahiro Miura « 「出口のない道」のその先 : 森岡正博『無痛文明論』によせて »
9. ↑  [Voir https://www.japantimes.co.jp/news/2017/05/05/national/social-issues/professor-examines-lolita-complex-first-looking-experience/#.WhqFulVl-po Japan Times] etc.
10. ↑  子どもの脳死と臓器移植 Rapport de la Diète japonaise, février 2004.
11. ↑   Margaret Lock Twice Dead: Organ Transplants and the Reinvention of Death 2001, Presse de l’université de Californie. Reconsidering Brain Death: A Lesson from Japan’s Fifteen Years of Experience. « PDF » (PDF). Archive de l’original publié le 14 juin 2006. Récupérée le 6 juillet 2011.
12. ↑  Communication de conscience.
13. ↑   Épilogue des Confessions d’un homme frigide.
14. ↑   Yasunobu Nozaki, « Review of Masahiro Morioka. Life Studies Approaches to Bioethics: A New Perspective on Brain Death, Feminism, and Disability » Disability Studies Quarterly, 28(3), 2008. Painless Civilization and Fundamental Sense of Security: A Philosophical Challenge in the Age of Human Biotechnology. HTML. 鷲田清一『京都新聞』14 février 2002.
15. ↑  Painless Civilization 1: A Philosophical Critique of Desire
16. ↑   Interview « たのしい不便 » 毎日新聞 15 octobre 1999. Interview « 「無痛文明」から脱出できますか » 産経新聞 15 février 2000. « 痛み失う現代文明 » 日本経済新聞 22 novembre 1998.
17. ↑  « Blurring the boundaries » Japan Times, 10 MAI 2009. Nicolae Raluca, « Sōshoku(kei) Danshi:The (Un)gendered Questions on Contemporary Japan » Romanian Economic and Business Review 9(31), 2014. Ioana Fotache, « Matters of the Flesh: Japanese Herbivore Men and the Asexuality Umbrella » 2016.
18. ↑  « Philosophy of Life in Contemporary Society »
19. ↑  Tanjō Kōtei to wa Nani ka
20. ↑  Animated Persona: The Ontological Status of a Deceased Person Who Continues to Appear in This World

## Autres lectures
- Ulrike WÖHR, 2001, Die Ambivalenz des Lebens und die Unmöglichkeit der Religion: MORIOKA MASAHIRO und Seine SEIMEIGAKU (L’ambivalence de la vie et l’impossibilité de la religion : Morioka Masahiro et ses « Seimeigaku », ou études de la vie).
- Japan Times, 5 mai 2017. "Professor examines Lolita complex by first looking at his own experience".
- BBC, 6 août, 2020. "Can nuclear war be morally justified?".
- Steve Corbeil, 2021, I'm Sorry for Being Born: Contemporary Japan's Answer to Antinatalism in the works of Aso Haro and Morioka Masahiro